# Región Tierra Caliente
La Región Tierra Caliente es una de las diez regiones socioeconómicas en que se divide el estado de Michoacán, para la planeación de las acciones, promover el desarrollo y satisfacer las necesidades de la población. Se localiza al suroriente del estado.

## Municipios de la Región
La Región Tierra Caliente está conformada por los siguientes municipios:
| Municipio  | Población |
| Tacámbaro  | 79 540    |
| Huetamo    | 41 973    |
| Turicato   | 29 056    |
| San Lucas  | 17 677    |
| Madero     | 19 086    |
| Carácuaro  | 9 176     |
| Nocupétaro | 8 196     |
| Total      | 204 704   |